# Sahlströmska Fabrikens AB
Sahlströmska Fabrikens AB var ett färgeri och yllespinneri- och väveri i Jönköping.
Sahlströmska fabriken grundades av C.G. Sahlström 1834 som ett färgeri och låg länge vid Borgmästargränd mellan Östra Storgatan och Norra Strandgatan på Öster, med kontor på Östra Storgatan 13. Fabriken flyttade på under andra hälften av 1880-talet österut till nuvarande stadsdelen Liljeholmen in i de fabrikslokaler som Jönköpings Östra Tändsticksfabrik lämnade efter sin konkurs 1885. Dessa fabrikslokaler låg mellan Östra Storgatan och Vätternstranden mitt emot nuvarande Kilallén.
Företaget lade ned sin verksamhet i Jönköping 1929, efter att ha köpts av Fors ullspinneri i Nyköping och gått upp i Fors och Sahlströmska Fabrikerna. År 1930 gick det nya företaget upp i Svenska Yllekoncernen i Borås. Industrifastigheten köptes av AB Otto Janssons Skofabrik, som flyttade dit från Dunkehalla. 
Disponent för företaget under åren 1882–1927 var Herman Ekelund.